# 爱斯基摩式吻

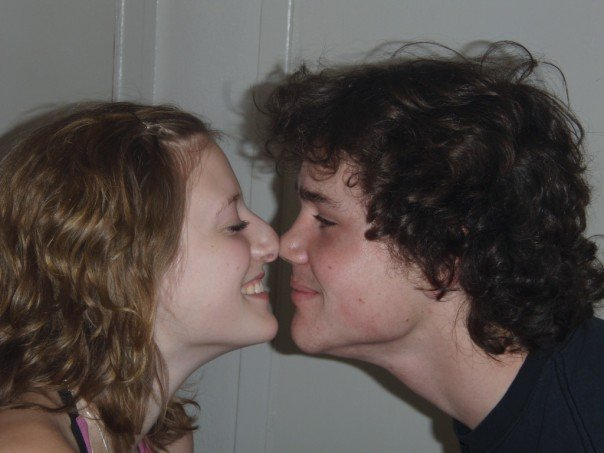
爱斯基摩式吻

爱斯基摩式吻是一種将自己的鼻尖去觸碰他人的脸颊或鼻子的行为。
当西方探险家看到因纽特人做出這種動作時，他們便称之为爱斯基摩之吻，當因纽特人問候別人時就會做出這種動作。因为当他们在户外见面时，通常只有鼻子和眼睛暴露在外。其實在一些非因纽特文化中也有這種動作。